# Trichostomum sinochenii
Trichostomum sinochenii là một loài Rêu trong họ Pottiaceae. Loài này được Redf. & B.C. Tan miêu tả khoa học đầu tiên năm 1995.